# محاكمة المجلس العسكري
محاكمة المجلس العسكري (بالإسبانية: Juicio a las Juntas)‏ هي المحاكمة القضائية للأعضاء الفلعيين للحكومة العسكرية التي حكمت الأرجنتين خلال دكتاتورية عملية إعادة التنظيم الوطني، والتي استمرت من عام 1976 إلى عام 1983. وهذه هي المرة الأولى التي تحاكم فيها حكومة ديمقراطية حكومةً ديكتاتورية سابقة لنفس البلد في أمريكا اللاتينية.
بدأت المحاكمة في يوم 22 أبريل 1985 خلال فترة رئاسة لراؤول ألفونسين ، أول حكومة منتخبة بعد استعادة الديمقراطية في الأرجنتين في عام 1983. وكان المدعيان العامان الرئيسيان هما جوليو سيزار ستراسيرا ومساعده لويس مورينو أوكامبو (الذي سيصبح فيما بعد أول مدع عام للمحكمة الجنائية الدولية ). ترأس المحاكمة ستة قضاة: ليون أرسلانيان ، وخورخي تورلاسكو، وريكاردو جيل لافيدرا ، وأندريس داليسيو، وخورخي فاليرجا أراوز، وغييرمو ليديسما.

أما الذين تمّت محاكمتهم يومها فهم: خورخي رافائيل فيديلا ، وإميليو إدواردو ماسيرا ، وروبرتو إدواردو فيولا ، وأرماندو لامبروشيني ، وأورلاندو رامون أغوستي ، وعمر جرافينا ، وليوبولدو جالتيري ، وخورخي أنايا ، وباسيليو لامي دوزو .
- المدّعي العام جوليو سيزار ستراسيرا يقرأ المرافعة الختامية